# مرگ یک سلسله
مرگ یک سلسله (انگلیسی: Death of a Dynasty) فیلمی در ژانر کمدی به کارگردانی دیمون دش است که در سال ۲۰۰۳ منتشر شد.

## بازیگران
- ابن ماس-بچراک
- کوین هارت
- رشیدا جونز
- دوون اوکی
- شارلی مورفی
- دیمون دش
- باستا رایمز
- کلویی سونی
- درنا د نیرو
- جم مستر جی
- جیمز توباک
- جیمی لین سیگلر
- جی-زی
- کاری ورر
- لورین براکو
- مارک رانسون
- پیتر سارسگارد
- راسل سیمونز
- شان کامز
- والت فریزر